# ألان لي (لاعب كريكت)
ألان لي (1954 - 19 ديسمبر 2015)  (بالإنجليزية: Alan Lee)‏ هو صحفي ولاعب كريكت بريطاني.